# Олевская республика
Олевская республика (укр. Олевська республіка) — самоуправляемая территория со столицей в Олевске. Находилась под контролем Полесской Сечи Т. Бульбы-Боровца и отрядов белорусской самообороны с начала сентября до середины ноября 1941 года. Формально состояла в подчинении Государственного центра УНР в изгнании, но фактически никаких указаний от правительства УНР не получала и существовала автономно.

## Создание «республики»

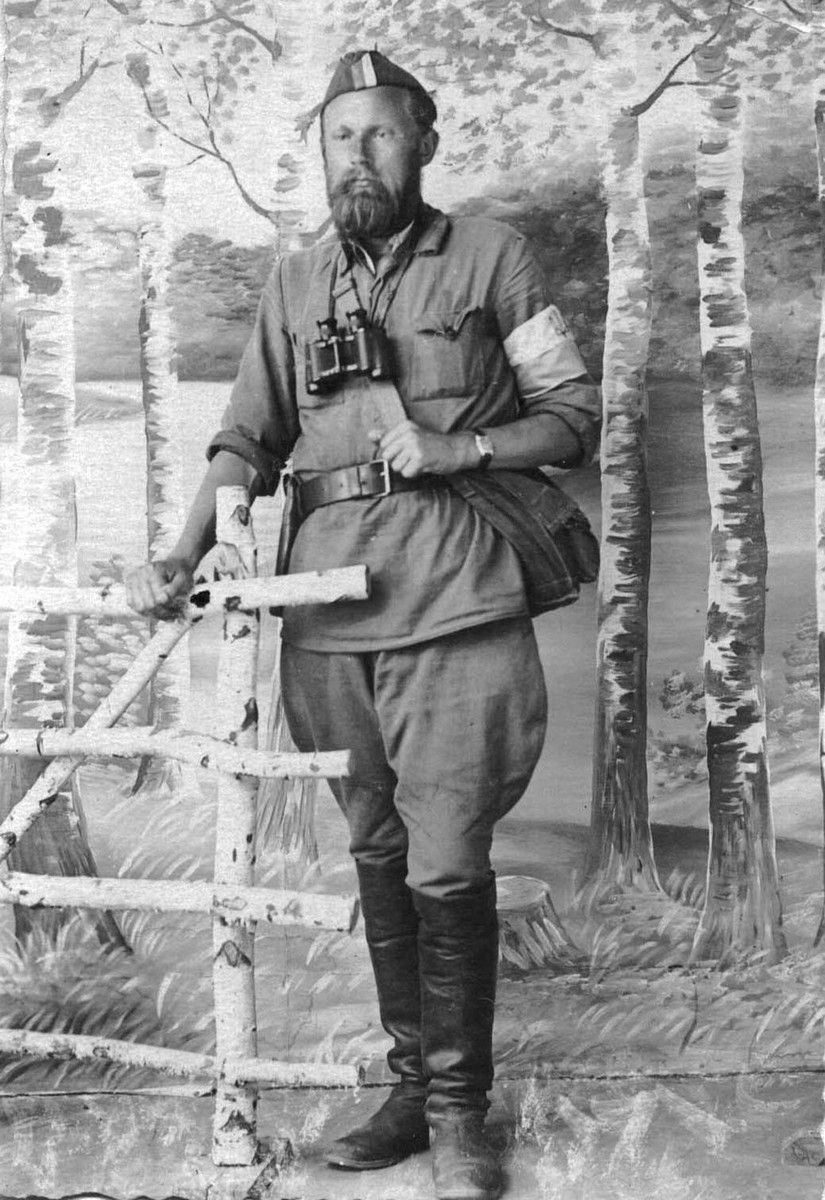
Тарас Боровец, 2 сентября 1941

Т. Боровец, давний сторонник правительства УНР в изгнании, по поручению Андрея Левицкого в 1940 году перешёл на территории УССР. В Полесье он пытался создать подпольную группу «Свободное козачество» и возродить петлюровское движение, однако к началу немецкого вторжения какого-либо успеха не достиг.
В июле 1941 года его отряд вышел из подполья и несмотря на недостаток вооружения (на этот момент имелся только один боевой пистолет) смог разоружить в Сарнах советскую милицию и взять город под свой контроль. Вскоре подошли немецкие войска и Боровец был назначен комендантом полиции Сарненского округа. В начале сентября он предложил немцам очистить от советских окруженцев полесские болота. Для решения этой задачи ему было выдано разрешение на формирование отрядов общей численностью 1000 человек, вооружённых трофейными советскими винтовками и пулемётами. Он довольно быстро нашёл около 2000 добровольцев и взял под свой контроль местность между Пинском, Сарнами и Олевском. Воспользовавшись отсутствием представителей немецкой администрации Боровец организовал управление Олевской «республикой» по образцу УНР.
Сам Олевск был взят без боя 12 сентября 1941 года. Примерно в это же время начальником штаба Полесской Сечи был назначен полковник армии УНР П. Смородский, чьи функции фактически заключались в административной работе в рамках так называемой Олевской республики.
В Олевске обосновался штаб Сечи, её подразделения были сведены в пять куреней. Общая их численность оценивается историками в 2000—3000 бойцов. В городе были сформированы райотдел милиции и служба безопасности. Районная и сельские управы занялись восстановлением железнодорожного сообщения, восстановлением мостов и дорог. Была организована пожарная и санитарная службы.

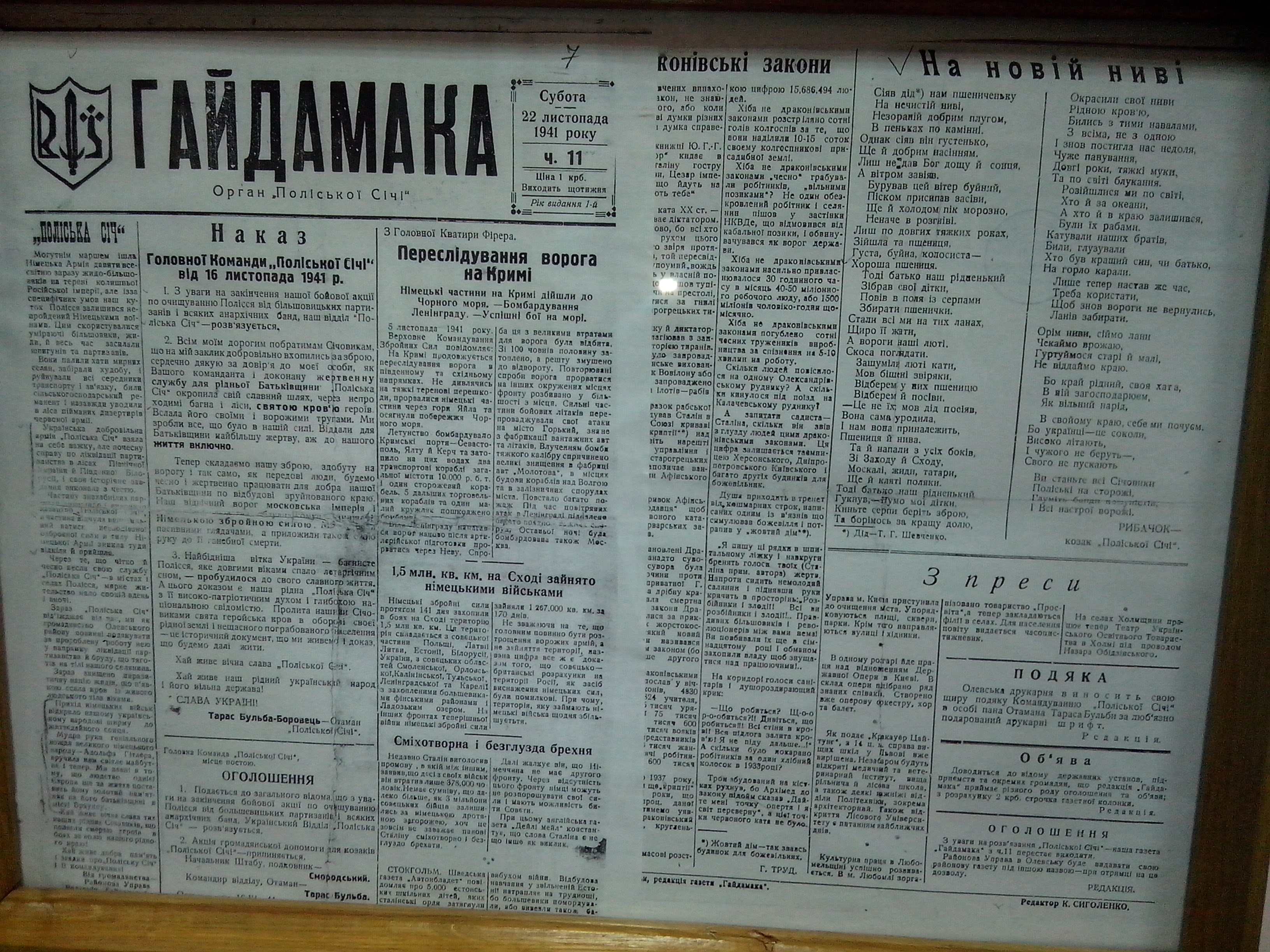
Последний номер еженедельника «Гайдамака» в краеведческом музее г. Олевска

В городке заработала промышленность — фарфоровый завод, мебельная фабрика, электростанция, столовая, бани. Было налажено издание еженедельника «Гайдамаки». В отремонтированном церковном доме проводились богослужения.

## Ликвидация «республики»
В начале ноября немцы приняли решение о ликвидации украинской республики. После переговоров, длившихся с 9 по 16 ноября, Боровец издал приказ о роспуске Полесской Сечи. Часть бойцов была разоружена немцами, другая часть разошлась по домам с оружием. Вскоре после этого Боровец приступил к формированию подпольной структуры, в том числе и для борьбы с немцами.
По утверждению Боровца, уже после роспуска Сечи, 18 ноября, нацисты под угрозой физической расправы мобилизовали несколько десятков бывших казаков и с их помощью расстреляли несколько сот евреев.